# エチオピアの県
エチオピアには行政上、68またはそれ以上の県（アムハラ語: ዞን、zonə、ゾーン）に分かれている。エチオピア中央統計局の文書に記載されている県の名前と数は、2005年と2007年で異なる為、県の正確な数ははっきりしていない。それ故、地図に拠っては県の名前や県境が違う事がある。
エチオピアの県、ゾーンはエチオピアの行政区画のうち、二番目の規模を有する物である。州・自治区（Regions）、県（Zone）、郡（Woreda）、村（Kebele）の順でエチオピアは構成されている。

## 県の一覧

### アディスアベバ自治区
アディスアベバ自治区には県が設置されていない。

### アファール州
アファール州は5県と1特別郡から成る。
- 第一県（英語版）（Awsi Rasu）
- 第二県（英語版）（Kilbet Rasu）
- 第三県（英語版）（Gabi Rasu）
- 第四県（英語版）（Fantana Rasu）
- 第五県（英語版）（Hari Rasu）
- アルゴバ特別郡（英語版）

### アムハラ州
アムハラ州は10県と1特別県から成る。
- アジュ・アウィ県（英語版）
- 東ゴジャム県（英語版）
- 北ゴンダール県（英語版）
- 北シェワ県（英語版）
- 北ウォロ県（英語版）
- オロミア県（英語版）
- 南ゴンダール県（英語版）
- 南ウォロ県（英語版）
- ワグ・ヘムラ県（英語版）
- 西ゴジャム県（英語版）
- バハルダール特別県

### ベニシャングル・グムズ州
ベニシャングル・グムズ州は3県と2特別郡から成る。
- アソサ県（英語版）
- カマシ県（英語版）
- メテケル県（英語版）
- マオ＝コモ特別郡（英語版）
- パウェ特別郡（英語版）

### 中部エチオピア州
2023年8月に旧南部諸民族州から分立した中部エチオピア州は、6県と1特別郡から成る。
- アラバ県（英語版）
- グラゲ県（英語版）
- ハディヤ県（英語版）
- ケンバタ・テンバロ県（英語版）
- シルテ県（英語版）
- 東グラゲ県（英語版） - 2023年8月7日にグラゲ県から分立[6]
- イェム特別郡（英語版）

### ディレ・ダワ自治区
ディラ・ダワ自治区には県が設置されていない。

### ガンベラ州
ガンベラ州は3県と1特別郡から成る。
- アヌアク県（英語版）
- メッセンジャー県（英語版）
- ヌエル県
- イタン特別郡（英語版）

### ハラリ州
ハラリ州には県が設置されていない。

### オロミア州
オロミア州は21県と1特別県から成る。
- アルシ県（英語版）
- バレ県（英語版）
- アルシ県（英語版）
- ボレナ県（英語版）
- 東ハラゲ県（英語版）
- 東シェワ県（英語版）
- 東ウェレガ県（英語版）
- グジ県（英語版）
- 西グジ県（英語版）
- グドゥル・ウェレガ県（英語版）
- イルバボール県（英語版）
- ブノ・ベデレ県（英語版）
- ジンマ県（英語版）
- ケレム・ウェレガ県
- 北シェワ県（英語版）
- 南西シェワ県（英語版）
- 西アルシ県（英語版）
- 西ハラヘ県（英語版）
- 西シェワ県（英語版）
- 西ウェレガ県（英語版）
- 西シェワ県（英語版）
- オロミア・フィンフィーネ特別県（英語版）

### シダマ州
2020年に旧南部諸民族州から分立したシダマ州には県が設置されていない。シダマ州成立以前はシダマ県とアワッサ行政市に区分されていた。

### ソマリ州
ソマリ州は9県から成る。
- アフデール県（英語版）
- デゲハブール県（英語版）
- フィク県（英語版）
- ゴデ県（英語版）
- ジジガ県（英語版）
- コラヘ県（英語版）
- リベン県（英語版）
- シッティ県（英語版）
- ウェルデール県（英語版）

### 南エチオピア州
2023年8月に旧南部諸民族州から分立した南エチオピア州は12県から成る。南エチオピア州創設時に南オモ県（デブブ・オモ県）は南北に分割され、コンソを除いた5つの特別郡は同時に県へ格上げされた。
- アレ県（フランス語版） - 元アレ特別郡
- アマロ県（英語版） - 元アマロ特別郡
- バスケト県（英語版） - 元バスケト特別郡
- ブルジ県（英語版） - 元ブルジ特別郡
- ディラシェ県 - 元ディラシェ特別郡
- ガモ県（英語版）
- ゲデオ県
- ゴファ県（英語版）
- コンソ県（英語版） - 元コンソ特別郡
- ウォライタ県
- （旧南オモ県北部を領域とする県、中心はジンカ（英語版））
- （旧南オモ県南部を領域とする県、中心はトゥルミ（英語版））

### 南西エチオピア諸民族州
2021年に旧南部諸民族州から分立した南西エチオピア諸民族州は5県と1特別郡から成る。
- ベンチ・シェコ県（英語版） - 旧称ベンチ・マジ県
- ダウロ県（英語版）
- ケファ県（英語版）
- 西オモ県（イタリア語版）（ミラブ・オモ県）
- シェカ県（英語版）
- コンタ特別郡（英語版）

### ティグレ州
ティグレ州は6県と1特別県から成る。カッコ内はティグリニャ語名の音訳。
- 中央県（英語版）（メラケレンノー県）
- 東部県（英語版）（ミスラカウィ県）
- 北西部県（英語版）（セミエン・ミイラバウィ県）
- 南部県（英語版）（デブバウィ県）
- 南東部県（英語版）（デブブ・ミスラカウィ県）
- 西部県（英語版）（ミイラバウィ県）
- メックエル特別県

## かつて存在した県

### ガンベラ州
- 第一県（英語版）
- 第二県（英語版）
- 第三県（英語版）
- ゴデレ特別郡（英語版）(現在はメッセンジャー県の一部)

### 南部諸民族州（廃止済み）
南部諸民族州は2023年8月に廃止された。領域は現在のシダマ州、南西エチオピア諸民族州、南エチオピア州、中部エチオピア州に相当する。
- 北オモ県（英語版）（セミエン・オモ県） – 2000年に廃止
- ケフィチョ・シェキショ県（英語版） – 2007年に廃止
- セゲン地域民族県 - 2011年成立、2018年廃止
- シダマ県 - 2020年廃止（シダマ州として分離）